# Clarke Montes
Clarke Montes (łac. Góry Clarke'a) – góry na Charonie, odkryte w 2015 r. przez amerykańską sondę New Horizons i nazwane w 2018 r. przez Międzynarodową Unię Astronomiczną imieniem pisarza science-fiction sir Arthura C. Clarke'a.